# سید علی آقازاده (سیاستمدار)
سید علی آقازاده (زاده ۱۳۳۸) سیاستمدار و استاندار استان مرکزی در دولت دوازدهم از سال ۱۳۹۶ تا سال ۱۴۰۰ بوده است. آقازاده دارای مدرک تحصیلی کارشناس جغرافیا از دانشگاه شهید بهشتی و کارشناسی ارشد جغرافیا و برنامه‌ریزی شهری از دانشگاه خوارزمی است.

## سمت‌های مهم
- بخشدار بهمئی - ۱۳۶۱
- بخشدار کلاردشت - ۱۳۶۲
- فرماندار شهرستان قشم - ۶۹–۱۳۶۶
- فرماندار شهرستان سربند - ۷۶–۱۳۷۲
- فرماندار شهرستان دلیجان - ۷۷–۱۳۷۶
- معاونت امنیتی و انتظامی وزارت کشور ایران - ۸۱–۱۳۷۷
- فرماندار شهرستان بندر انزلی - ۸۵–۱۳۸۱
- فرماندار شهرستان شازند - ۸۷–۱۳۸۵
- معاونت خدمات شهری شهرداری کرج ۸۸–۱۳۸۷
- شهردار کرج - ۹۲–۱۳۸۸
- مدیرعامل و عضو هیئت مدیره شرکت مادر تخصصی توسعه ایرانگردی و جهانگردی - اسفند ۱۳۹۲
- معاون وزارت ورزش و جوانان – ۱۳۹۶
- استاندار استان مرکزی ۱۳۹۶ تا ۱۴۰۰